# Marcelo Vega
Marcelo Vega (Copiapó, 12 de agosto de 1971) é um futebolista chileno.

## Carreira

### Seleção
- 1991-1998: Chile

### Clubes
- 1988-1990: Regional Atacama
- 1991-1992: Unión Española
- 1992-1993: CD Logroñés
- 1993-1995: Colo-Colo
- 1996: Regional Atacama
- 1997: Santiago Wanderers
- 1998-1999: MetroStars
- 2000: San Jose Earthquakes
- 2000-2001: Racing Club de Avellaneda
- 2002: Unión Española
- 2003: Cienciano del Cuzco
- 2003: Universidad de Chile